# Ettore Zuccheri
Ettore Zuccheri (Budrio, 1º giugno 1943) è un ex cestista e allenatore di pallacanestro italiano.
È il padre di Laura Zuccheri, ex cestista e prima disegnatrice donna di Tex.